# Wereldkampioenschap voetbal 2022 (Groep A) Qatar - Ecuador
Dit artikel gaat over de wedstrijd in de groepsfase in groep A tussen Qatar en Ecuador die gespeeld werd op zondag 20 november 2022 tijdens het wereldkampioenschap voetbal 2022. Het duel was de eerste wedstrijd van het toernooi.

## Voorafgaand aan de wedstrijd
- Qatar stond bij aanvang van het toernooi op de vijftigste plaats van de FIFA-wereldranglijst.[1] Hiermee is het land het vijfde AFC-lid op die lijst.
- Ecuador stond bij aanvang van het toernooi op de vierenveertigste plaats van de FIFA-wereldranglijst.[2] Hiermee is het land het zevende CONMEBOL-lid op die lijst.
- De confrontatie tussen de nationale elftallen van Qatar en Ecuador was de vierde in de historie. Van de eerdere drie wonnen beide landen er een en het werd ook eenmaal gelijk.
- Het duel vond plaats in het Al Baytstadion in Al Khawr. Dit stadion werd in 2021 geopend en kan 60.000 toeschouwers herbergen.

## Wedstrijdgegevens[3]
| Datum                | 20 november 2022                                                                                      | 20 november 2022                                                                                      |
| Wedstrijdnummer      | 1 | 1 |
| Stadion              | Al Baytstadion, Al Khawr                                                                              | Al Baytstadion, Al Khawr                                                                              |
| Toeschouwers         | 67.372                                                                                                | 67.372                                                                                                |
| Scheidsrechter       | Daniele Orsato                                                                                        | Daniele Orsato                                                                                        |
| Assistenten          | Ciro Carbone Alessandro Giallatini                                                                    | Ciro Carbone Alessandro Giallatini                                                                    |
| Vierde official      | István Kovács                                                                                         | István Kovács                                                                                         |
| Videoscheidsrechters | Massimiliano Irrati Tomasz Listkiewicz (assistent) Paolo Valeri (assistent) Benoît Millot (assistent) | Massimiliano Irrati Tomasz Listkiewicz (assistent) Paolo Valeri (assistent) Benoît Millot (assistent) |
| Man van de wedstrijd | Enner Valencia                                                                                        | Enner Valencia                                                                                        |
|                      | Qatar                                                                                                 | Ecuador                                                                                               |
| Doelpunten           | 0 | 2 |
| Gele kaarten         | 4 | 2 |
| Rode kaarten         | 0 | 0 |
| Wissels              | 2 | 4 |
| Schoten op doel      | 0 | 3 |
| Schoten naast doel   | 5 | 3 |
| Overtredingen        | 15 | 15 |
| Hoekschoppen         | 1 | 3 |
| Buitenspel           | 3 | 4 |
| Balbezit (%)         | 46 | 54 |

| Qatar | 0 – 2           | Ecuador |
| | goals (assists) | 16' Enner Valencia (strafschop) 31' Enner Valencia (Ángelo Preciado) |
| Félix Sánchez | bondscoach      | Gustavo Alfaro |
| Saad Al-Sheeb () Ró-Ró Bassam Al-Rawi Boualem Khoukhi Abdelkarim Hassan Homam Ahmed Abdulaziz Hatem Karim Boudiaf Hassan Al-Haydos 71' Akram Afif Almoez Ali 72' | opstellingen    | Hernán Galíndez Ángelo Preciado Félix Torres Piero Hincapié () Pervis Estupiñán 90' Moisés Caicedo Sebas Méndez Gonzalo Plata 68' Romario Ibarra 90' () Michael Estrada 77' Enner Valencia |
| Mohammed Waad 71' Mohammed Muntari 72' | wissels         | 68' Jeremy Sarmiento 77' José Cifuentes 90' Alan Franco 90' Kevin Rodríguez |
| Saad Al-Sheeb 15' Almoez Ali 22' Karim Boudiaf 36' Akram Afif 78'                                                                                                | gele kaarten    | 29' Moisés Caicedo 56' Sebas Méndez |
| | rode kaarten    | |